# David Luiz
David Luiz Moreira Marinho, känd under namnet David Luiz, född den 22 april 1987 i Diadema, är en brasiliansk fotbollsspelare som spelar för  Fortaleza EC . Han spelar mittback, och ibland defensiv mittfältare. Han har tidigare spelat för Arsenal, Chelsea, Paris Saint-Germain och SL Benfica.

## Karriär

### Chelsea
Den 31 januari 2011 skrev Luiz på för Chelsea som betalade 21,3 miljoner pund för honom. Luiz första mål för Chelsea kom i matchen Chelsea–Manchester United där han gjorde 1–1-målet i en match som sedan Chelsea vann med 2–1 efter mål av Frank Lampard. David Luiz blev utnämnd till månadens spelare i Premier League i mars 2011.

### Paris Saint-Germain
Den 23 maj 2014 blev han köpt av franska Paris Saint-Germain för 50 miljoner euro och blev därmed världens dyraste back.

### Återkomst i Chelsea
Den 31 augusti 2016 blev Luiz klar för en återkomst i Chelsea, där han skrev på ett treårskontrakt.

### Arsenal
Den 8 augusti 2019 värvades Luiz av Arsenal, där han skrev på ett tvåårskontrakt. Den 18 maj 2021 meddelade Arsenal att Luiz skulle lämna klubben i samband med att hans kontrakt gick ut i juni 2021.

### Flamengo
Den 11 september 2021 gick Luiz på gratis övergång till Flamengo i hemlandet Brasilien, där skrev han på ett kontrakt över säsongen 2022. I december 2022 förlängde Luiz sitt kontrakt med ett år. I januari 2024 förlängde han återigen sitt kontrakt med ett år.

## Meriter

### Klubb

#### Benfica
- Primeira Liga: 2009–10
- Taça da Liga: 2008–09, 2009–10, 2010–11

#### Chelsea
- Premier League: 2016–17
- FA Cup: 2011–12, 2017–18
- UEFA Champions League: 2011–12
- UEFA Europa League: 2012–13, 2018–19

#### Paris Saint-Germain
- Ligue 1: 2014–15, 2015–16
- Coupe de France: 2014–15, 2015–16
- Coupe de la Ligue: 2014–15, 2015–16
- Trophée des Champions: 2014, 2015, 2016

#### Arsenal
- FA-cupen: 2019–2020
- FA Community Shield: 2020

### Landslag

#### Brasilien
- FIFA Confederations Cup: 2013
- Superclásico de las Américas: 2014

### Individuella
- Primeira Liga Player of the Year: 2009–10
- Premier League Player of the Month: March 2011
- FIFA World Cup Dream Team: 2014
- FIFA/FIFPro World XI: 2014
- Ligue 1 Team of the Year: 2014–15, 2015–16